# Executie van Adriaan de Klerk en Cornelis de Jong
De executie van Adriaan de Klerk en Cornelis de Jong op 4 juni 1856 in  's-Hertogenbosch was de laatste keer dat in Noord-Brabant in vredestijd een doodvonnis werd voltrokken, en ook de laatste dubbele executie in Nederland in vredestijd. Omdat executies in Nederland in die tijd al zeer zeldzaam waren, kreeg de zaak nationale aandacht. De twee mannen waren veroordeeld voor een inbraak met verzwarende omstandigheden, een misdrijf samen gepleegd met twee medeplichtigen die aanvankelijk ook de doodstraf kregen maar uiteindelijk gratie kregen.

## Levensloop
De betreffende inbraak werd gepleegd door vier mannen Adriaan de Klerk (waarschijnlijk geboren in 1809), Cornelis de Jong (gedoopt 11-03-1798), Hendrick Luycks (geb. 01-04-1815) en Jan de Jong (geb. 13-04-1824). 
Over hun levens voor deze inbraak is niet veel bekend. De vier mannen woonden in Rucphensche Heike, dat tegenwoordig St. Willebrord heet. Jan de Jong was de zoon van Cornelis de Jong en Johanna Konings.
Drie van de vier waren al meermaals veroordeeld wegens diefstal. Adriaan de Klerk was door het Gerechtshof van Noord-Brabant al eens veroordeeld tot een maand gevangenisstraf, tot ‘te pronk stelling’ en tot zes jaar gevangenisstraf. Door de rechtbank in Breda was hij ook al veroordeeld tot een straf van drie maanden en een gevangenisstraf van vijf jaar. Cornelis de Jong was door het Gerechtshof van Noord-Brabant eerder veroordeeld tot een gevangenisstraf van acht jaar en ‘te pronk stelling’, en later nog door de rechtbank van Breda tot een gevangenisstraf van één maand. Hendrick Luycks was eerder door de rechtbank van Breda al veroordeeld tot straffen van respectievelijk drie maanden, twee maanden, een jaar en vijf jaar, ook wegens diefstal. Jan de Jong had enkel in voorlopige hechtenis gezeten in afwachting van een proces, waarin hij werd vrijgesproken.

## Misdaad
Op de avond van 3 op 4 augustus 1855 was Leendert Janse van Dis  (geboren 30-09-1787 te Dinteloord ) in Dinteloord om ongeveer kwart voor tien samen met zijn vrouw gaan slapen in de bedstede. Hun dienstmeid Grietje Burgers sliep in die kamer in een eigen bedstede. Korte tijd nadat de drie waren gaan slapen betraden de vier mannen het huis van Van Dis door een luik in de achtergevel open te breken. Ze hadden stokken en fakkels mee. Een van hen had zijn gezicht enigszins zwart gemaakt.
De vier mannen spoedden zich naar de bedstede waarin Leendert Janse van Dis en zijn vrouw sliepen en begonnen direct met stokken op mevrouw Van Dis, die het dichtst bij de ingang van de bedstede sliep, te slaan. Leendert Janse van Dis was vrijwel helemaal doof en hoorde daarom zijn vrouw niet schreeuwen, maar voelde wel het gedreun van de stokken waarmee één of twee mannen op zijn vrouw insloegen. Terwijl ze haar sloegen, dreigden de mannen mevrouw Van Dis te vermoorden. De dame schreeuwde hierop: "Ach laat mij maar leven, ik zal alles geven", waarna zij de sleutels overhandigde van de kasten en bureaus die zij in een zak van haar nachtkleding bij zich droeg. De dieven sloten daarop de bedstede af, waarbij een van hen zich als wachter voor de luiken positioneerde.
De dienstmeid was door het gehuil van mevrouw Van Dis wakker geworden en schreeuwde: "Mijn God, wat is dat?". Hierop bedreigde een van de dieven ook haar met de dood en sloot haar bedstede. Doordat twee rokken, die zij in de bedstede had opgehangen, tussen de luiken bleven hangen, bleef er echter een kleine opening, waardoor Grietje Burgers alles wat daarna in die kamer gebeurde kon zien. Zij verklaarde later zeker te weten dat er vier mannen in de slaapruimte aanwezig waren. Ook verklaarde zij, dat drie mannen later het hele huis doorzochten terwijl er steeds één op wacht bleef staan.
De buit was aanzienlijk. Zo namen de dieven onder meer drie linnen zakken met daarin guldens en rijksdaalders ter waarde van fl. 900 mee, alsook een groot aantal andere voorwerpen waaronder zilveren gespen, zilver bestek, gouden oorbellen, een (geladen) jachtgeweer en een pistool. Ook namen de dieven diverse levensmiddelen mee, zoals jenever, spek en tabak. Een deel van het spek werd in de keuken van Van Dis gebakken en met bier en jenever opgegeten.
Na ongeveer tweeënhalf uur, tegen één uur in de nacht, verlieten de vier inbrekers het pand. Grietje Burgers waarschuwde hierop de schoonzoon van Van Dis. Deze schoonzoon ging nog dezelfde nacht (omstreeks twee uur) samen met veldwachter Zimkes en 6 andere mannen uit het dorp met een kar op weg in de richting van Roosendaal, in de hoop de dieven in te halen. Mevrouw Van Dis had inmiddels verklaard dat de daders afkomstig waren uit 't Heidje onder de rook van Rucphen. Zowel mevrouw Van Dis als Grietje Burgers hadden goede signalementen van de daders opgegeven. Deze signalementen waren zo goed dat de wachtmeester uit Oudenbosch meteen wist om welke vier daders het ging. Deze wachtmeester pakte daarop twaalf mannen uit Rucphensche Heike op, onder wie de vier verdachten, zodat mevrouw Van Dis en Grietje Burgers de daders uit deze twaalf konden identificeren. De vier dieven werden inderdaad door de vrouwen herkend.
Mevrouw Van Dis was zo mishandeld, dat zij veertien dagen onder medische behandeling moest staan.

## Rechtszaak
Op 24 januari 1856 begon voor het Provinciaal Gerechtshof in 's-Hertogenbosch het proces tegen de vier verdachten.  Hier werden 30 getuigen gehoord, onder wie enkele getuigen à décharge. De advocaat van de verdachten, mr. Dittlinger, vroeg om vrijspraak omdat de feiten ‘zoo al overtuigend, dan niet wettig bewezen waren’. De advocaat-generaal namens het Openbaar Ministerie, mr. Hugenpoth,  eiste echter voor alle vier de verdachten de zwaarst mogelijke straf voor diefstal met verzwarende omstandigheden: de doodstraf.
Op 1 februari 1856 deed het hof uitspraak. Het werd de verdachten zwaar aangerekend dat zij eerder misdrijven hadden gepleegd en dat de inbraak door meer dan twee personen was gepleegd. De voorzitter van de het Provinciaal Gerechtshof, mr. J.J. Lelyveld van Cingelshouck, gaf in zijn vonnis aan dat het Gerechtshof de 'verschrikkelijke plicht te vervullen had de vier verdachten tot de dood door ophanging te veroordelen'. Hij wees de veroordeelden erop dat zij drie dagen de tijd hadden om in cassatie te gaan, en dat zij daarna een gratieverzoek bij de koning konden indienen. Maar hij adviseerde de veroordeelden om zich alvast voor te bereiden op de overgang naar de eeuwigheid.
Volgens ooggetuigen was er bij de veroordeelden ondanks de roerende en indrukwekkende toespraak van de voorzitter geen berouw te bespeuren, zodat de talrijke aanwezigen bij de rechtszaak het gerechtsgebouw verontwaardigd verlieten.
Alle vier veroordeelden gingen in cassatie, maar de Hoge Raad verwierp dit.

## Executie
Een gratieverzoek bij de koning was het laatste redmiddel voor de vier veroordeelden. Op 1 juni werd bekend dat de koning het gratieverzoek van Adriaan de Klerk en Cornelis de Jong had afgewezen, maar dat de doodstraf van de andere twee veroordeelden was omgezet in maximale (20 jaar) eenzame opsluiting in een tuchthuis.
De vier veroordeelden zelf kregen het nieuws te horen op 2 juni om zes uur in de middag. Ze waren hiervoor overgebracht naar de regentenkamer van het tuchthuis. Daar kregen ze eerst een toespraak over de misdaad waarvoor ze veroordeeld waren en de toepasselijkheid van het recht. Daarna werd meegedeeld dat de koning twee van hen lijfgenade had gegeven, en dat de andere twee op 4 juni zouden worden opgehangen. Alleen Jan de Jong, wiens straf werd omgezet in 20 jaar tuchthuis, barstte in tranen uit toen hij hoorde dat zijn vader opgehangen zou worden. Hendrick Luycks en Jan de Jong werden onmiddellijk overgebracht naar hun cel om hun straf uit te zitten. De twee mannen die geen gratie hadden gekregen bleven nog even in de regentenkamer achter, zodat hen nog enkele ‘woorden van godsdienst’ konden worden toegesproken door een geestelijke en door de procureur-generaal. De twee veroordeelden weigerden echter hardnekkig schuld te bekennen.
Inmiddels was de familie van de twee ter dood veroordeelden per telegraaf geïnformeerd en, op de vrouw van Cornelis de Jong na – die ziek thuis moest blijven –, had de naaste familie de reis naar 's-Hertogenbosch gemaakt. Een andere zoon van Cornelis de Jong, C. de Jong, was op 2 juni net vastgezet voor een inbraak in Rucphen en kon dus ook geen afscheid nemen. Op 3 juni mocht de familie een uur met de veroordeelden doorbrengen. Tot verbazing van aanwezigen was de familie net zo onverschillig als de veroordeelden zelf. Men probeerde nog steeds de veroordeelden hun schuld te laten bekennen, en toen men de vrouw van Adriaan de Klerk vroeg haar man hiertoe over te halen antwoordde zij dat men dit niet van haar kon vragen aangezien ze zelf ook in de onschuld van haar man geloofde.
Als laatste verzoek vroegen de veroordeelden om een laatste maaltijd van gebraden vlees en aardappelen. Cornelis de Jong sliep de laatste nacht slechts een halfuurtje, maar Adriaan de Klerk sliep anderhalf uur in ‘goede rust’.
Op 4 juni 1856, rond drie uur in de vroege ochtend, werden Adriaan de Klerk en Cornelis de Jong van het tuchthuis overgebracht naar het stadhuis van 's-Hertogenbosch. Zij verlieten het tuchthuis niet voordat zij de conciërge, dhr. Van den Wakker, uitvoerig hadden bedankt voor zijn ‘vaderlijke zorg’ gedurende de negen maanden dat ze gevangen hadden gezeten. Een uur na aankomst in het stadhuis werden de veroordeelden bezocht door een geestelijke. Nadat zij voor het laatst de Heilige Communie hadden ontvangen, kregen zij hun laatste ontbijt, bestaande uit drie boterhammen en koffie. Volgens aanwezigen lieten de beide veroordeelden zich deze laatste maaltijd goed smaken.
Iets voor twaalf uur stonden de twee veroordeelden vastberaden op, lieten zich gewillig vastbinden en de strop om hun nek plaatsen. Vervolgens liepen ze onder begeleiding van de beul en zijn knecht en enkele geestelijken, die hen continu toespraken, het schavot op. Volgens ooggetuigen beklommen zij het schavot onbeschroomd.
Volgens media was een zeer grote mensenmenigte op de dubbele executie afgekomen.
Tot het einde toe hebben Adriaan de Klerk en Cornelis de Jong hun schuld ontkend. Wel waren de aanwezigen onder de indruk van de wijze waarop de twee mannen met hun lot waren omgegaan.